# Michelle Vesterby
Michelle Vesterby (født 28. september 1983 i Herning) er en kvindelig dansk triatlet og tidligere svømmer. Efter at have været aktiv svømmer i flere år, startede hun på triatlon i 2008, som 25 årig. Hun har siden 2012, været triatlet på professionel plan. 
Hun medvirkede i 2019, i sit eget program på TV2 Sport, hvor hun ville forsøge at vinde Ironman Copenhagen, få måneder efter hendes barns fødsel. Hun blev nummer fem, ved stævnet.
Hun er uddannet i idræt og sundhed på ved Syddansk Universitet.

## Resultater
Tabellen viser de mest markante resultater, opnået ved internationale triathlonstævner siden 2011..
| År   | Stævne                       | Land    | Placering | Tid           |
| ---- | ---------------------------- | ------- | --------- | ------------- |
| 2021 | Ironman Lanzarote            | Spanien | Guld      | 9 t 55 m 04 s |
| 2019 | Ironman Mexico               | Mexico  | Bronze    | 8 t 56 m 12 s |
| 2017 | Ironman Copenhagen           | Danmark | Guld      | 9 t 0 m 19 s  |
| 2017 | Ironman Østrig               | Østrig  | Bronze    | 9 t 16 m 44 s |
| 2016 | Ironman Mexico               | Mexico  | Guld      | 8 t 8 m 6 s   |
| 2015 | Ironman Copenhagen           | Danmark | Guld      | 8 t 59 m 49 s |
| 2015 | Challenge Danemark           | Danmark | Guld      | 4 t 19 m 32 s |
| 2014 | Ironman Mexique              | Mexico  | Sølv      | 9 t 17 m 30 s |
| 2014 | Ironman 70.3 Budapest        | Ungarn  | Guld      | 4 t 19 m 20 s |
| 2013 | Ironman 70.3 Los Cabos       | Mexico  | Sølv      | 9 t 36 m 31 s |
| 2013 | Ironman Arizona              | USA     | Bronze    | 8 t 57 m 24 s |
| 2012 | Ironman Lanzarote            | Spanien | Guld      | 9 t 58 m 7 s  |
| 2011 | ETU EM Langdistance Triatlon | Finland | Sølv      | 6 t 15 m 32 s |